# Joel Kiptoo
Joel Kiptoo Kipkemboi (* 1986) ist ein kenianischer Marathonläufer.

## Karriere
2008 wurde Kipkemboi  bei seinem Debüt Zehnter beim Köln-Marathon. Im Jahr darauf verbesserte er beim Baden-Marathon den Streckenrekord um mehr als drei Minuten auf 2:09:08 h. 2010 kam er beim Paris-Marathon auf den 17. Platz.

## Sonstiges
Am 30. Juni 2011 wurde er in Kenia Opfer eines Raubüberfalls, bei dem sein Fahrer einen Bauchschuss erlitt.